# 土橋駅 (北京市)
土橋駅（ときょう-えき）は中華人民共和国北京市通州区に位置する北京地下鉄八通線の駅。駅番号はBT13。

## 駅構造

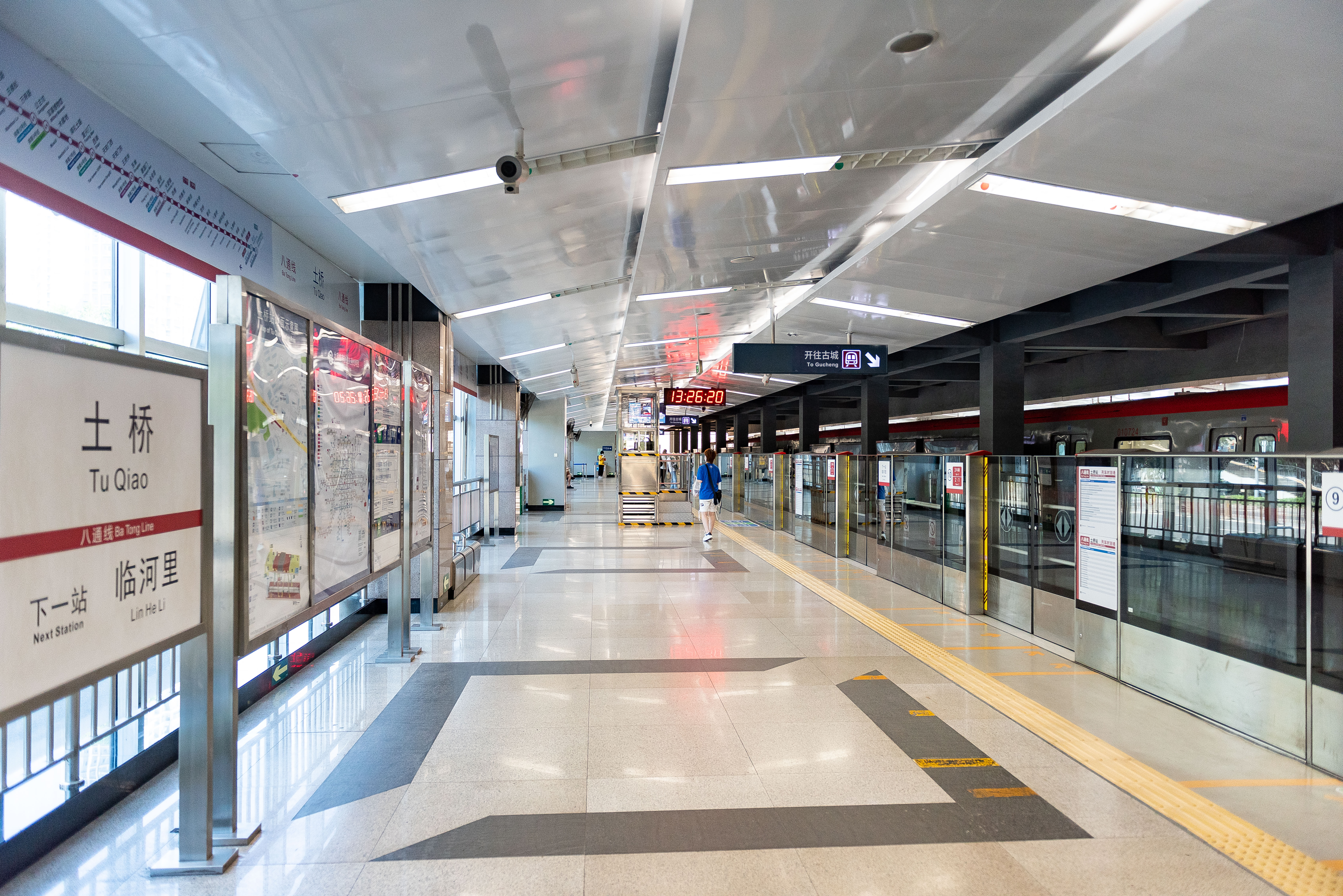
ホーム

島式ホーム1面2線の高架駅。出口は4つある。
のりば
| 上り | ■八通線 | 四恵方面       |
| 下り | ■八通線 | 環球度假区方面 |

## 駅周辺
- 北京制線廠

## 歴史
- 2003年12月27日 - 開業。

## 隣の駅
北京地下鉄
■八通線
臨河里駅 (BT12) - 土橋駅 (BT13) - 花荘駅